# Paphiopedilum vietnamense
Espèce
Paphiopedilum vietnamense est une espèce d'orchidées du genre Paphiopedilum originaire du Viêt Nam.